# 廖瑞銘
廖瑞銘（臺灣話白話字：Liāu Sūi-bêng；1955年4月8日－ 2016年1月4日），臺灣文學研究者、歷史學家、臺語文運動者、戲劇評論家、劇場工作者。曾任靜宜大學台灣文學系副教授、中山醫學大學臺灣語文學系教授兼系主任、台文筆會理事長、《台文通訊 BONG 報》發行人兼總編輯。

## 早年生平
廖瑞銘 1955 年 4 月 8 日出生於臺灣臺北市。就讀建國中學時期創辦戲劇研究社，開啟對戲劇的認識。1974 年，進入中國文化學院（今中國文化大學）史學系，擔任「大陸問題研究社」社長，以「廖望台」為筆名，發表政治評論。
1980年8月退伍後，從事劇場幕後工作，於雲門小劇場擔任舞台技術人員及行政，直到1986年結束胡金銓導演《蝴蝶夢》巡演後，告別劇場工作，並進入文化大學史學研究所博士班。期間結識屏風表演班創辦人李國修，協助劇團的台語及歷史顧問工作，直到 2013 年劇團解散。1990 年任職於周凱劇場基金會，擔任董事兼總幹事，倡議劇場技術人員勞動權益。 1993 年，由廖瑞銘主編，汪其楣策劃《戲劇交流道》叢書，出版一系列臺灣劇本。1987 年主編丹青版《大不列顛百科全書》，1994 年進入前衛出版社，擔任總編輯。

## 學術生涯
1982 年進入中國文化大學史學所，1985 年以論文〈余子俊研究〉取得碩士學位。 1986 年持續於中國文化大學史學所進修，1994 年發表博士論文〈明代野史的發展與特色〉。
1995 年，進入靜宜大學人文科（今通識教育中心）任教，獲聘專任副教授，並參與籌備靜宜大學臺灣文學系設立。於 2005 年轉任臺灣文學系專任副教授，而後轉至中山醫學大學臺灣語文學系擔任教授兼系主任。
2013 年，舉辦「李國修與臺灣當代劇場學術研討會」，推動李國修研究，籲學界重視李國修於台灣劇場發展史的重要性。

## 臺語文運動
1990 年代，就讀博士班期間，廖瑞銘開始接觸台語文運動。1996 年與陳豐惠代表綠色本土清新黨（今台灣綠黨）投入第三屆國大代表臺北縣第六選區補選，積極推動台語復振，以「愛母語，不要選票」為政見，並喊出「愛母語，m̄是愛選舉」，獲得 3655 票。
1997 年，廖瑞銘參與發起李江却台語文教基金會，開設台語文研習班，輔導大專院校台語文社團，推廣台語文寫作，2015 年擔任《台江台語文學季刊》編輯總監。 任職中山醫學大學期間，與何信翰（現為國立臺中教育大學臺灣語文學系專任副教授）合編醫學院通識教材《醫世代文學》，收錄臺文、華文數十篇作品。

1996 年 1 月，《台文BONG報》創刊，廖瑞銘擔任發行人，發起人兼編輯為陳明仁、陳豐惠，呂子銘任社長。 並撰寫發刊詞〈台文 BONG 報出世〉：
Goán bóng 報、bóng 想、bóng 寫，lín bóng 讀 bóng 嫌 bóng 捐。
BONG! 爆炸 ê 聲。
BONE，台語文是台灣文化意識 ê 骨。
台語文 beh 絕種--a，做一個 bōng。
Khah 早無重視台文 ê，小 bong--一下。
台文 tī 台灣，hō͘ 人罩 bông 罩霧，beh bông--a。
報大家 m̄-thang koh bòng--落去，為台文 phah 拚。
Kap 大家 sńg 笑--e，BONG 就是 B-O-N-G，隨人歡喜，ka-tī 去解說。

　　——發刊詞〈台文 BONG 報出世〉
2013 年獲得「本土語言傑出貢獻獎」。同年，出版母語文學入門教材《舌尖與筆尖：臺灣母語文學的發展》，廣為全臺各間臺灣文學系所使用，並於 2021 年翻譯成日本語、越南語。

## 紀念
2016 年初，廖瑞銘病逝於中山醫學大學附設醫院，於柳原教會舉行告別式。 2016 年 4 月，由李江却台語文教基金會出版《猶原teh笑：廖瑞銘教授紀念文集》。
2022 年，廖瑞銘家人整理並造冊其上千冊藏書，領域囊括臺灣文學、中國史、兩岸政治、哲學、戲劇，於網路分送，希望贈與年輕一代臺灣文學及相關領域研究者，將廖瑞銘的畢生心血擴及更多人。

## 著作
- 廖瑞銘，《舌尖與筆尖：臺灣母語文學的發展》，臺南市：國立臺灣文學館，2013。
- 廖瑞銘、何信翰，《醫世代文學》，臺北市：前衛出版社，2015。
- 廖瑞銘，〈余子俊研究〉，中國文化大學史學研究所（碩士學位論文），1984。
- 廖瑞銘，〈明代野史的發展與特色〉，中國文化大學史學研究所（博士學位論文），1994。
- 廖瑞銘主編，汪其楣策劃，《戲劇交流道》劇本叢書，周凱劇場基金會，1993。
- 廖瑞銘主編，《大不列顛百科全書》，丹青，1987。
- 廖瑞銘，《生活中ê美感》，台笠出版社，1996。
- 廖瑞銘，《太平市誌》，太平市公所，2006。
- 廖瑞銘，《大甲鎮誌》，大甲鎮公所，2009。
- 廖瑞銘，《永康市誌》，永康市公所，2010。

## 相關著作
- 邱彥玲主編，《猶原teh笑：廖瑞銘教授紀念文集》，李江却台語文教基金會，2016。
- 廖瑞銘著，呂越雄（Lù Việt Hùng）、范玉翠薇（Phạm Ngọc Thúy Vi）、蔡氏清水（Thái Thị Thanh Thủy ）譯，《舌尖與筆尖：台灣母語文學的發展（越南文版）》（ĐẦU LƯỠI VÀ NGÒI BÚT:LỊCH SỬ VĂN HỌC TIẾNG MẸ ĐẺ ĐÀI LOAN），越南作家協會出版社，2020。
- 廖瑞銘著，酒井亨譯，《舌尖與筆尖：台灣母語文學的發展（日文版）》（知られざる台湾語文学の足跡），株式會社國書刊行會，2020。

## 外部連結
臺研十年臺灣學講座三：廖瑞銘：佇母語中走揣臺灣人ê知識、文化kap自信 （页面存档备份，存于），YouTube